# Berit Kullander
Berit Kullander, född 23 mars 1938 i Oslo, är en norsk skådespelare, dansare och sångare. 
Hon debuterade som klassisk dansare 1954, och var från detta år dansös på Chat Noir. Åren 1965–1967 var hon på Det norske teatret, där hon bland annat spelade Anita i West Side Story. Åren 1967–1972 var hon på Riksteatern i Sverige. Åren 1976–2005 var hon vid norska Riksteatret, där hon bland annat har spelat i Bertolt Brechts Svejk i andra världskriget, den grönklädda i Henrik Ibsens Peer Gynt, fru Sandberg i Alexander Kiellands Tre par och Tonetta i Trost i taklampa av Alf Prøysen och Finn Ludt, samt i ett stort antal kabaretföreställningar.
Kullander har även haft småroller i film.

## Filmografi
- 1956 – Gylne ungdom
- 1958 – Kostervalsen
- 1962 – Stackars stora starka karlar (Operasjon Løvsprett)
- 1965 – Klimaks
- 1966 – Kontorsjef Tangen (TV-serie)
- 1968 – Festival i Venedig (TV-film)
- 1971 – Gråt, elskede mann
- 1974 – Hur man blir miljonär (Bør Børson jr.)